# Schatz von Oświęcim

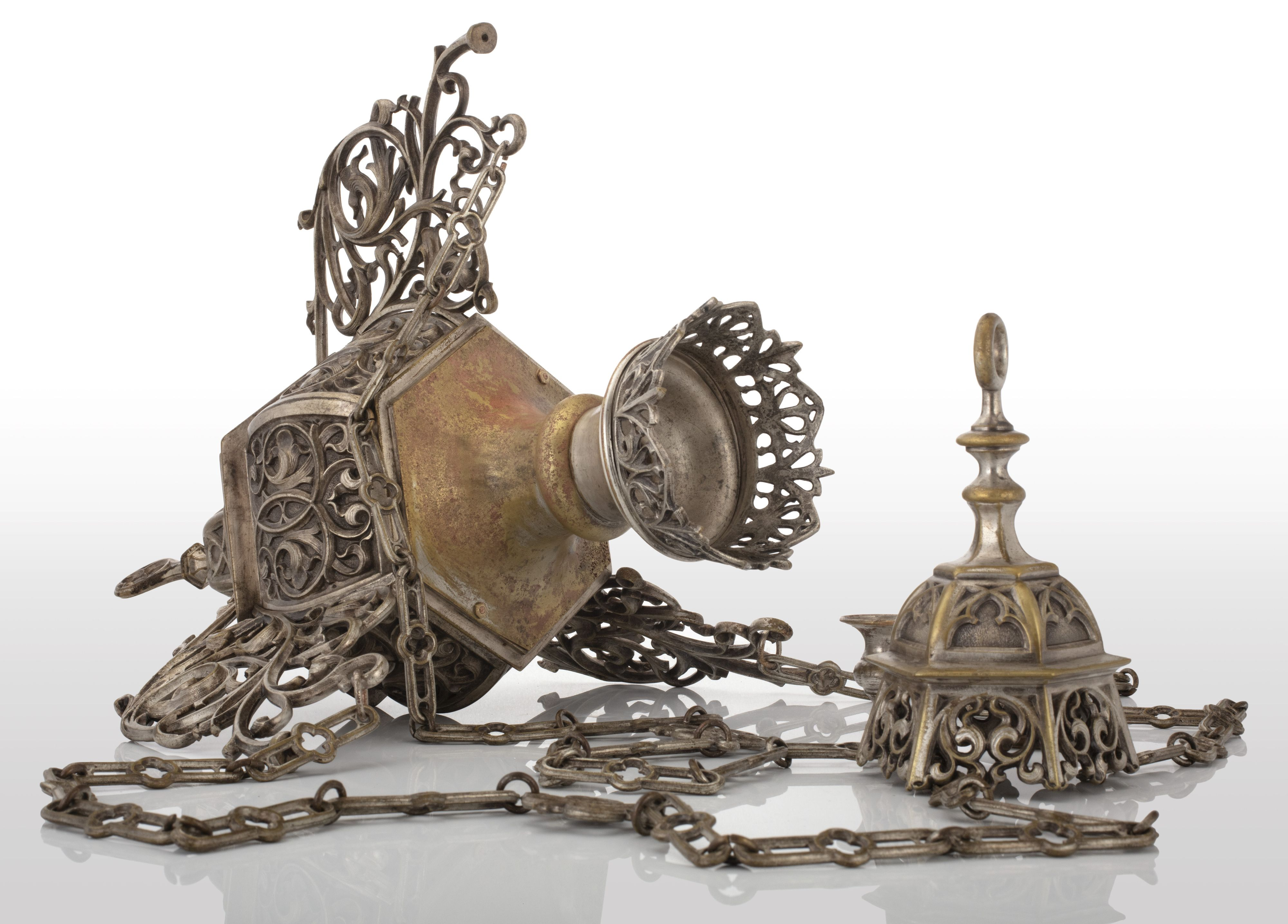
Lampe Ner Tamid aus der Großen Synagoge in Oświęcim

Der Schatz von Oświęcim ist ein archäologischer Fund von etwa 400 Gegenständen aus der Großen Synagoge in Oświęcim (Auschwitz), der 2004 von einem Archäologenteam unter der Leitung von Małgorzata Grupa von der Nikolaus-Kopernikus-Universität in Toruń entdeckt wurde.

## Der Weg zur Ausgrabung

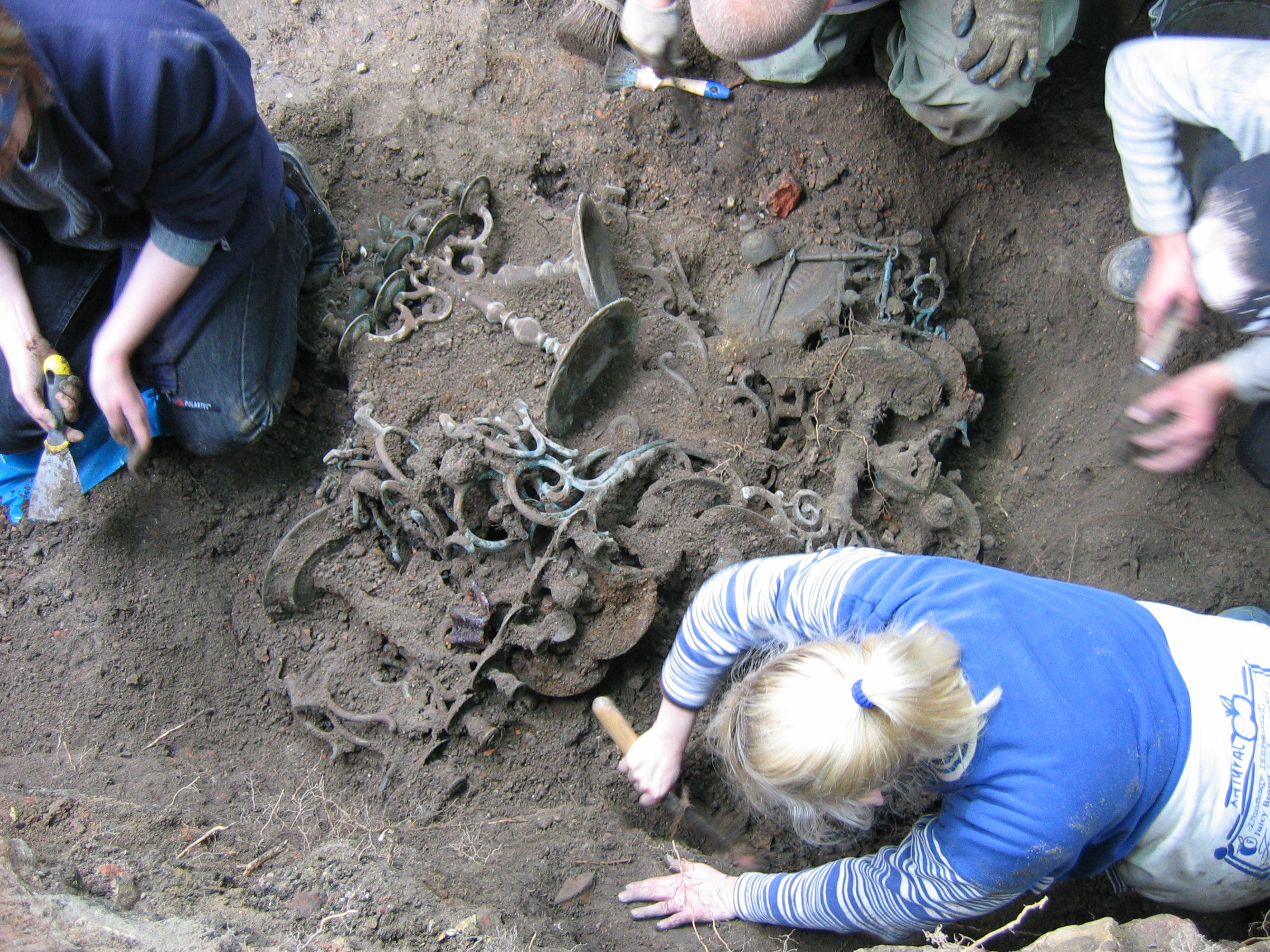
Schatz-Entdeckung

Vom 28. Mai bis zum 29. Juni 2004 wurden an der Stelle, an der bis 1939 die Große Synagoge in Oświęcim stand, archäologische Ausgrabungen unter der Leitung von Małgorzata Grupa von der Nikolaus-Kopernikus-Universität in Toruń durchgeführt. Die Ausgrabungen wurden aufgrund von bestätigten Berichten organisiert, wonach bei Ausbruch des Zweiten Weltkriegs historische Gegenstände in der Synagoge versteckt worden waren: Es handelte sich um den Bericht von Yishayahu Yarot, einem ehemaligen Einwohner von Oświęcim, der den Holocaust überlebt hatte und die Geschichte des Verstecks der Gegenstände sowie die Geschichte von Leon Schönker beschrieb, der die örtliche jüdische Gemeinde in den ersten Tagen der deutschen Besatzung leitete. 1998, als er 90 Jahre alt war, traf Yarot zufällig Jariv Nornberg, einen jungen Israeli, der gerade aus der Armee ausgeschieden war und im Begriff war, Vernichtungslager in Polen zu besuchen. Dann erinnerte sich Yarot an den Moment, als er Menschen sah, die etwas vergruben, was er für zwei Metallkisten hielt. Er zeichnete auch eine Karte, die Forschern helfen sollte, versteckte Gegenstände zu finden. Die Gegenstände wurden wahrscheinlich auf Initiative des damaligen Rabbiners der Großen Synagoge, Elyahu Bombach, in den ersten Kriegstagen einen Meter unter dem Boden in einer Ecke der Synagoge versteckt, unter der Treppe, die zur Frauenempore führt. Sie wurden demontiert, bevor sie vergraben wurden.
Die Initiatoren der Arbeiten waren Nornberg und der Filmemacher Yahaly Gat aus Israel, die Sponsoren waren die Conference on Jewish Material Claims Against Germany und private Spender. Die Arbeiten begannen, kurz nachdem die Jüdische Gemeinde von Bielsko-Biała die Rückgabe des Grundstücks im Rahmen des Gesetzes über die Rückgabe jüdischen Eigentums von 1997 von der Stadtverwaltung in Oświęcim erreicht hatte. Ziel der Forschungen und Ausgrabungen waren auch eine gründliche Untersuchung des Geländes und das Erreichen der Fundamente der ersten Holzsynagoge.

## Archäologische Arbeiten

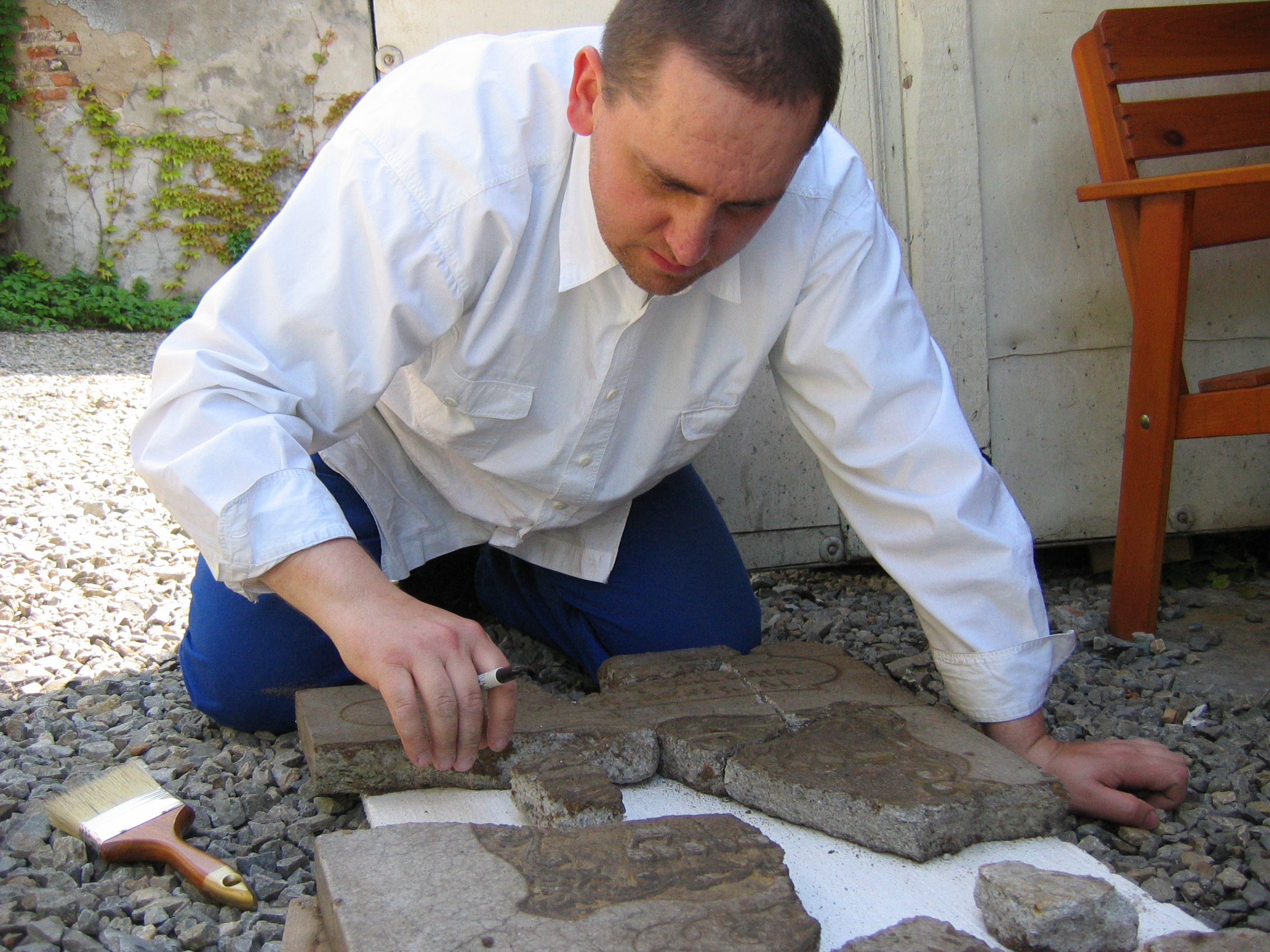
Der Historiker Jacek Proszyk erstellt die Shiviti-Tafel

In den ersten drei Wochen fanden die Archäologen nur kleine Keramikgegenstände, Münzen aus dem frühen 19. Jahrhundert und eine Gedenktafel zu Ehren eines Rabbiners vom Anfang des 20. Jahrhunderts. Erst Mitte Juni wurde der Schatz in der ehemaligen Ecke der Synagoge gefunden. Nach dem Bericht von Jishajahu Yarot waren die Thora-Rollen zusammen mit den antiken Gegenständen versteckt. Sie konnten jedoch nicht gefunden werden. Anderen Berichten zufolge wurden sie auf dem jüdischen Friedhof in Oświęcim begraben.
Die Archäologen gruben zunächst an zwei Stellen, die auf Jishajahu Jarots Erzählung beruhten. Als an diesen Stellen nichts gefunden wurde, begann man mit allgemeinen Ausgrabungen innerhalb der Fundamente der Synagoge. Wenige Tage vor dem Ende der vierwöchigen Ausgrabung wurden die Gegenstände an der letzten von den Archäologen festgelegten Stelle gefunden.
Während der Ausgrabungen wurde der Dokumentarfilm "Ein Schatz in Auschwitz" unter der Regie von Yahaly Gat gedreht. Die in Israel lebenden ehemaligen jüdischen Einwohner von Oświęcim, Adam Druks und Lolek Lehrer, waren ebenfalls an der Umsetzung beteiligt.

## Fundgegenstände

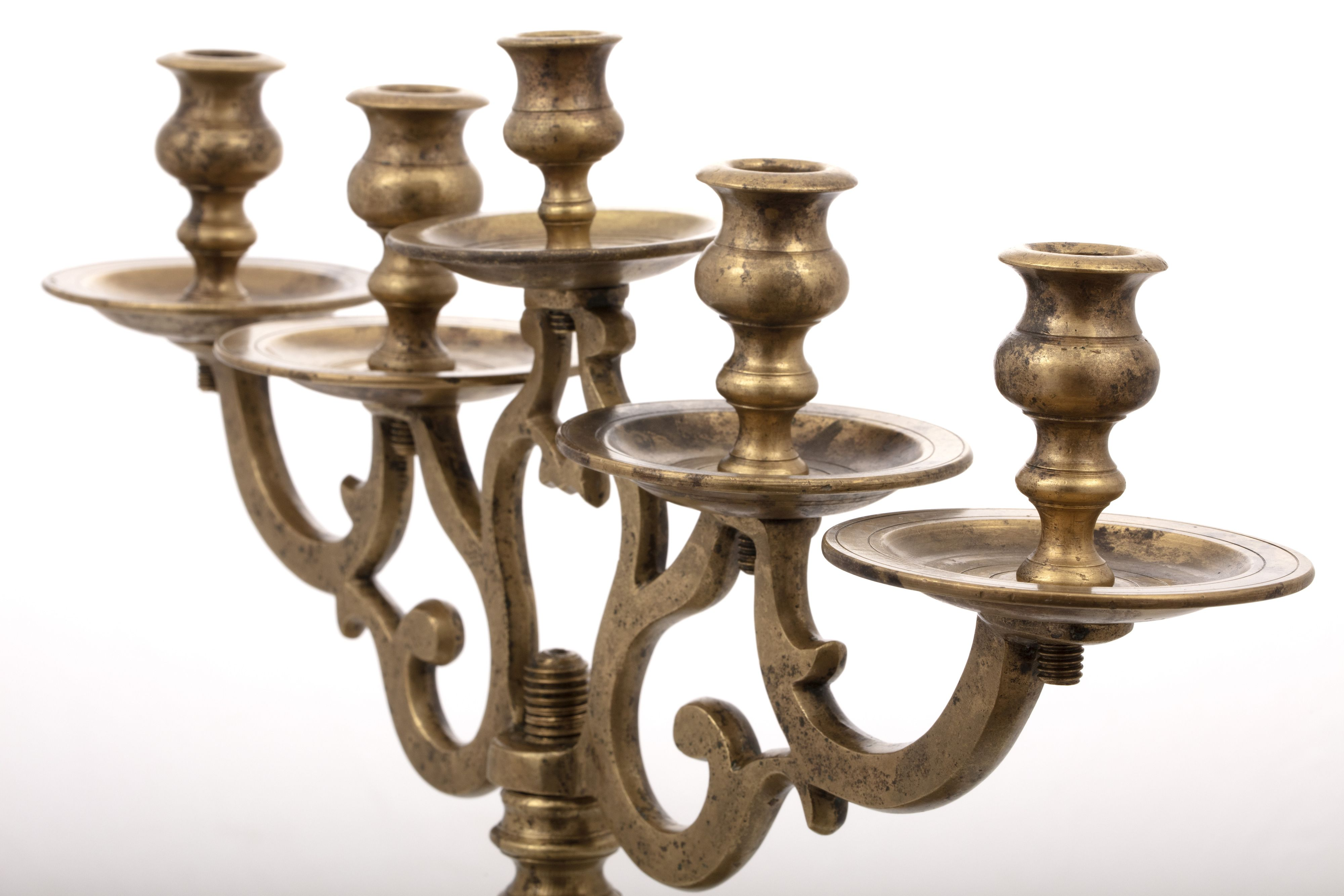
Fünfarmiger Leuchter aus der Großen Synagoge in Oświęcim

Bei den Ausgrabungen wurden über 400 Gegenstände entdeckt, die zur Ausstattung der Synagoge vor dem Krieg gehörten. Es wurden dekorative Fliesen für den Boden der Synagoge, Marmorelemente der Aron-Kodesh-Arche, eine zeremonielle Schale zum Händewaschen, verkohlte Fragmente von Gebetbüchern und Gedenktafeln gefunden.
In der letzten Phase der Ausgrabungen wurde der größte Teil der Monumente gefunden. Darunter befanden sich unter anderem kupferne Ner-Tamid-Lampen, zahlreiche Chanukka-Leuchter und Kronleuchter aus der zweiten Hälfte des 19. Jahrhunderts. Auch Fragmente von Ha-Kodesch, Möbelstücke, Bänke, verbrannte Bücher und Elemente mit Inschriften in hebräischer Sprache wurden gefunden.
Bei den Ausgrabungen wurden die Überreste der von den Nazis in der Synagoge gegrabenen Bunker gefunden.
Der Fund wurde in das Jüdische Zentrum Auschwitz in Oświęcim gebracht, wo die Artefakte katalogisiert, inventarisiert und restauriert wurden. Einige der Gegenstände aus der Großen Synagoge sind in der Dauerausstellung des Jüdischen Museums zu sehen, das Teil des Zentrums ist. In der Ausstellung werden unter anderem die Ner-Tamid-Lampe, Elemente der Leuchter, Marmorornamente und ein kompletter Hängeleuchter gezeigt, der vollständig erhalten ist.